# Comana da Capadócia

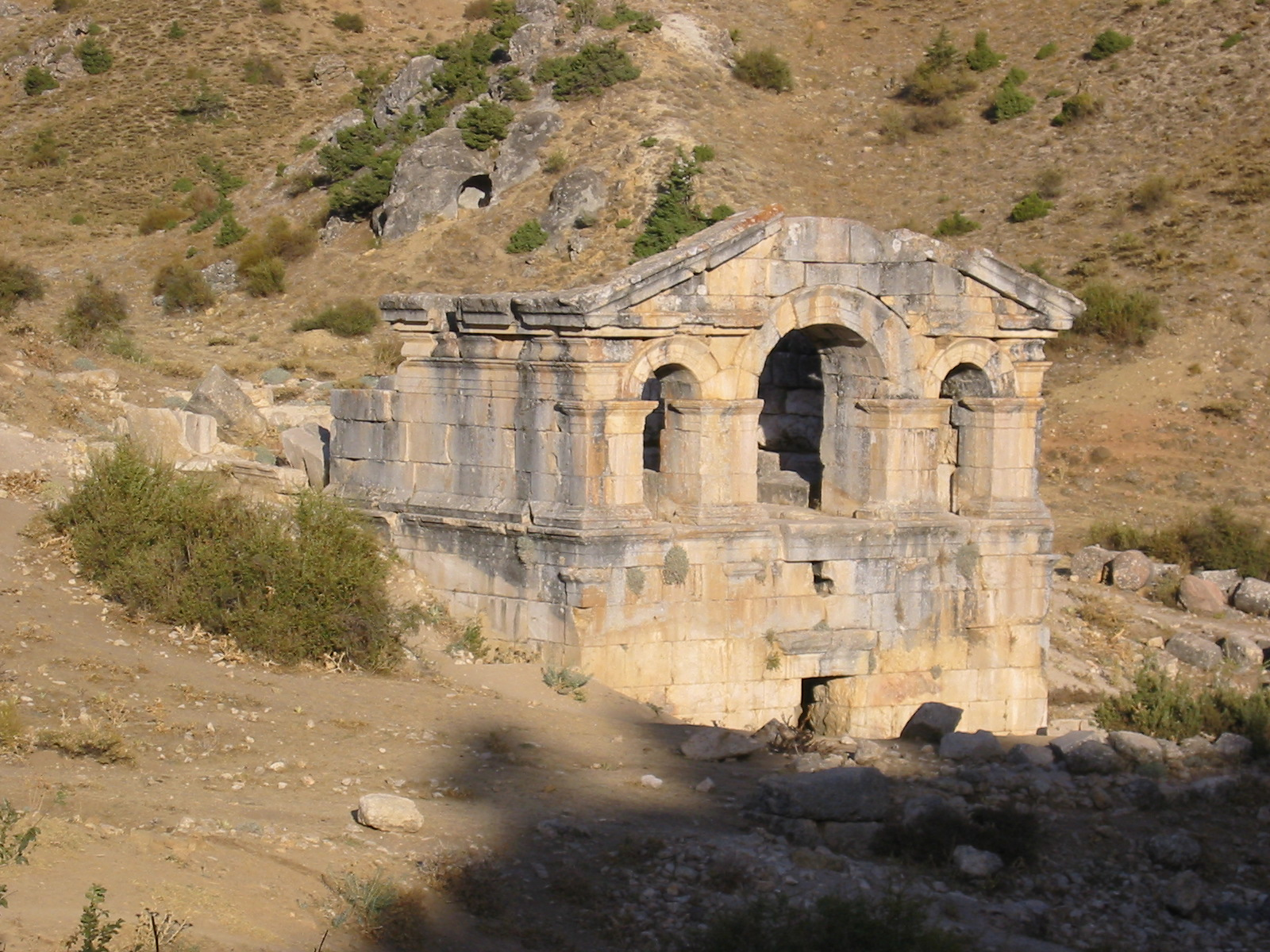

Comana foi uma cidade da antiga Capadócia (em grego: τὰ Κόμανα τῆς Καππαδοκίας) e depois da Cataônia. Suas ruínas estão no vilarejo turco moderno de Şar [tr], Tufanbeyli [en], província de Adana.
As ruínas existentes em Şar incluem um teatro na margem esquerda do rio, um belo portal romano e muitas inscrições, mas o local exato do grande templo não foi satisfatoriamente identificados. Há muitos vestígios da estrada Severo, incluindo uma ponte em Kemer, e um imenso número de marcos, alguns em suas posições originais, outros reutilizados em cemitérios.[carece de fontes?]